# Tahoka (Teksas)
Tahoka je grad u američkoj saveznoj državi Teksas. Prema popisu stanovništva iz 2010. u njemu je živjelo 2.673 stanovnika.